# Pauline Jagsch
Pauline Jagsch (n. 13 martie 2003) este o canoistă ce a reprezentat Germania, medaliată olimpică. A participat la o ediție a Jocurilor Olimpice (2024) în care a câștigat o medalie de argint.